# اف ای کاپ کره جنوبی
اف ای کاپ کره جنوبی مسابقات جام حذفی فوتبال کره جنوبی است. این مسابقات توسط کی اف ای برگزار می‌شود.